# Colpite al cuore
Colpite al cuore (titolo originale Seeing is Believing, anche col titolo Cross of Murder), è un romanzo poliziesco scritto da John Dickson Carr, pubblicato con lo pseudonimo di Carter Dickson nel 1941. Dodicesimo della serie di mistery che ha come protagonista Sir Henry Merrivale, alias H.M. - detto il Vecchio, affiancato dall'Ispettore Capo di Scotland Yard, Humphrey Masters.

## Trama
In una calda sera d'estate, Arthur Fane, un avvocato di Cheltenham, ha ucciso una ragazza, Polly Allen. O almeno, questo è ciò di cui sua moglie Vicky è convinta dopo che ha sentito suo marito parlarne nel sonno. Lo zio di Arthur, Hubert, loro ospite, sembra essere al corrente della faccenda e Vicky è sicura che stia ricattando il nipote. A sua volta Vicky è tormentata dai sensi di colpa per la storia d'amore che sta nascendo fra lei e Frank Sharpless, un militare di stanza in città. In questa complessa situazione emotiva un casuale invito a cena da parte di Hubert innesca una catena di eventi che porta a un omicidio. Il dottor Rich, un ex dottore radiato dall'albo dei medici che si guadagna da vivere dando spettacoli come ipnotizzatore, si offre di intrattenere i suoi ospiti con un esperimento. Ipnotizzerà Vicky Fane e le ordinerà di sparare a suo marito con una rivoltella scarica e di pugnalarlo con un pugnale di gomma, dopo avere fatto in modo che lei sappia che il pugnale è innocuo, ma che creda che la pistola sia carica. La teoria di Rich è che la donna sotto ipnosi si rifiuterà di sparare, perché il suo subcosciente sa che la rivoltella è pericolosa, ma sferrerà tranquillamente la pugnalata, perché nel subcosciente sa che si tratta di un'arma giocattolo. E infatti l'esperimento va come previsto, tranne per il fatto che qualcuno sostituisce al pugnale di gomma un pugnale vero, con il quale Vicky trafigge a morte Arthur Fane. Il pugnale stava su un tavolino, in piena vista del gruppetto di ospiti riunito a qualche distanza da esso, e nessuno vi si è avvicinato; eppure la sostituzione è avvenuta. Un delitto in apparenza impossibile, ma il caso vuole che a Cheltenham si trovi, per scrivere le proprie memorie, Sir Henry Merrivale, specialista nella soluzione di delitti impossibili. Sarà lui a sbrogliare un'intricata matassa e ad assicurare alla giustizia un assassino audace e ingegnoso.

## Personaggi principali
- Arthur Fane - avvocato
- Victoria "Vicky" Fane - sua moglie
- Hubert Fane - suo zio
- Frank Sharpless - capitano dell'esercito
- Ann Browning - segretaria del colonnello Race
- Dottor Richard Rich - ipnotista, ex medico radiato dall'albo
- Polly Allen - giovane ragazza
- Signora Propper - cuoca
- Daisy Fenton - cameriera
- Dottor Nithsdale - medico
- Colonnello Race - capo della polizia di Cheltenham
- Ispettore Agnew - della polizia di Cheltenham
- Humphrey Masters - ispettore capo di Scotland Yard
- Sir Henry Merrivale - il Vecchio
- Philip Courtney - scrittore, biografo di Sir Henry

## Critica
"La scrittura scorre bene, e l'onnisciente H.M. è in buona forma, trattando la faccenda come se fosse un complotto per interromperlo mentre detta le sue memorie. Questo è un Carr d'annata, e solo uno zotico farebbe il difficile con i deliberati tentativi di sviare il lettore, o di chiedersi se veramente tutto questo avrebbe potuto essere fatto con tale noncuranza, senza prove, in condizioni nelle quali una sola svista avrebbe significato la corda del boia. Agli appassionati del genere questo libro piacerà, anche se altri potrebbero chiedersi se la cosa non si sarebbe potuta fare in modo più sicuro con un randello in un vicolo buio."

## Edizioni italiane
- Colpite al cuore, traduzione di Silvia Albini, Collana Il Giallo Mondadori n.578, Milano, Mondadori, 28 febbraio 1960,  p. 168.
- in La nobile arte del delitto. Quattro casi per Sir Henry Merrivale, trad. di Mauro Boncompagni, Collana Omnibus Gialli, Milano, Mondadori, 1990.
- Colpite al cuore, trad. di M. Boncompagni, Collana I Maestri del Giallo, Milano-Novara, Mondadori-De Agostini, 1991; I Classici del Giallo Mondadori n.835, Milano Mondadori, 26 gennaio 1999, ISBN 977-00-098-4200-0, pp.220; Classici del Giallo, Raccolta Mondadori n°16, 2007; I Classici del Giallo Mondadori n.1472, settembre 2023.